# Hellenia
Hellenia (syn. Cheilocostus)  ist eine Pflanzengattung in der Familie der Costaceae innerhalb der Einkeimblättrigen Pflanzen (Monokotyledonen). Zu dieser Gattung gehörten etwa vier Arten, die zuvor der Gattung Costus zugeordnet waren. Sie kommen nur in Südostasien, auf dem malaiischen Archipel und auf Neuguinea vor.

## Beschreibung

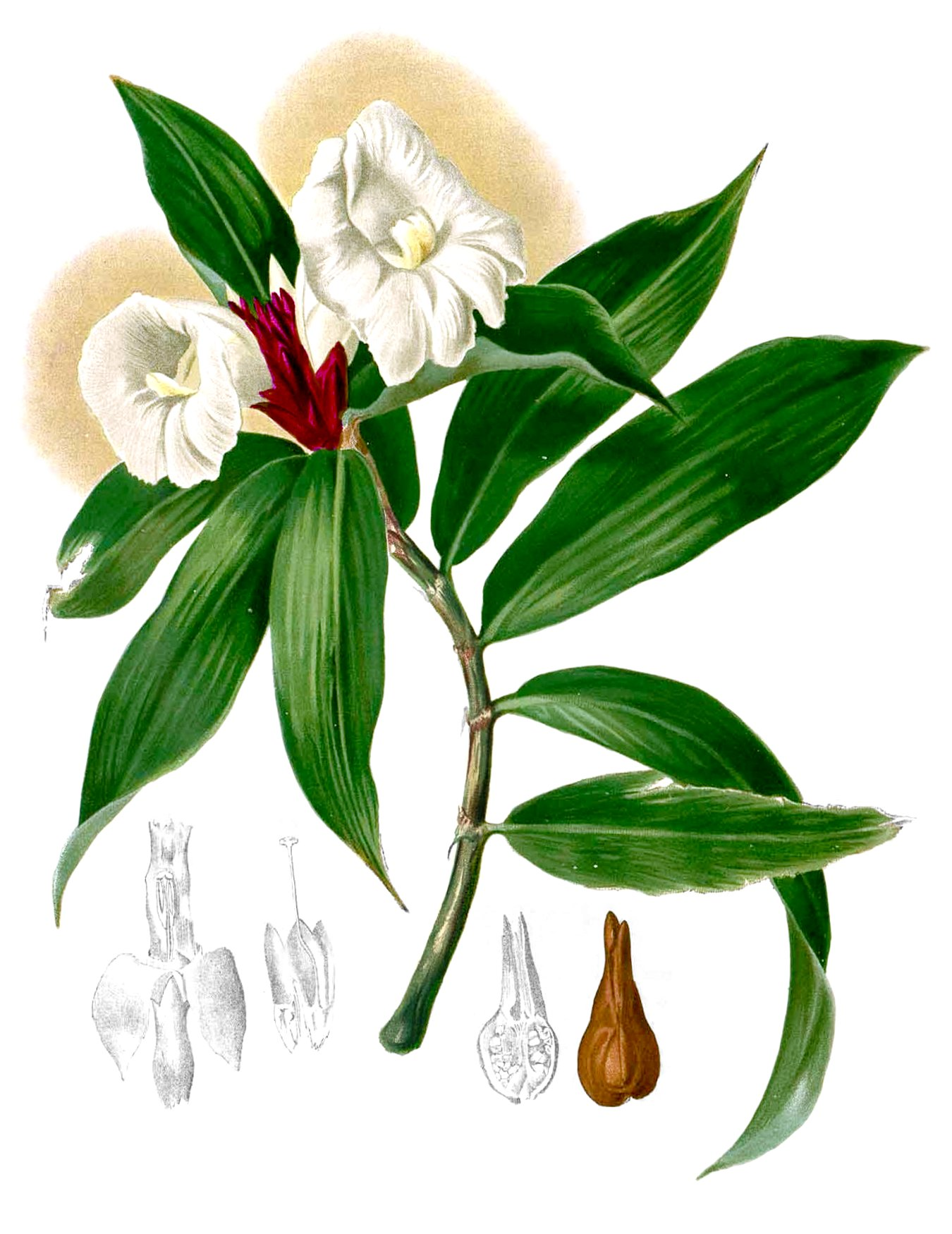
Illustration von Hellenia speciosa

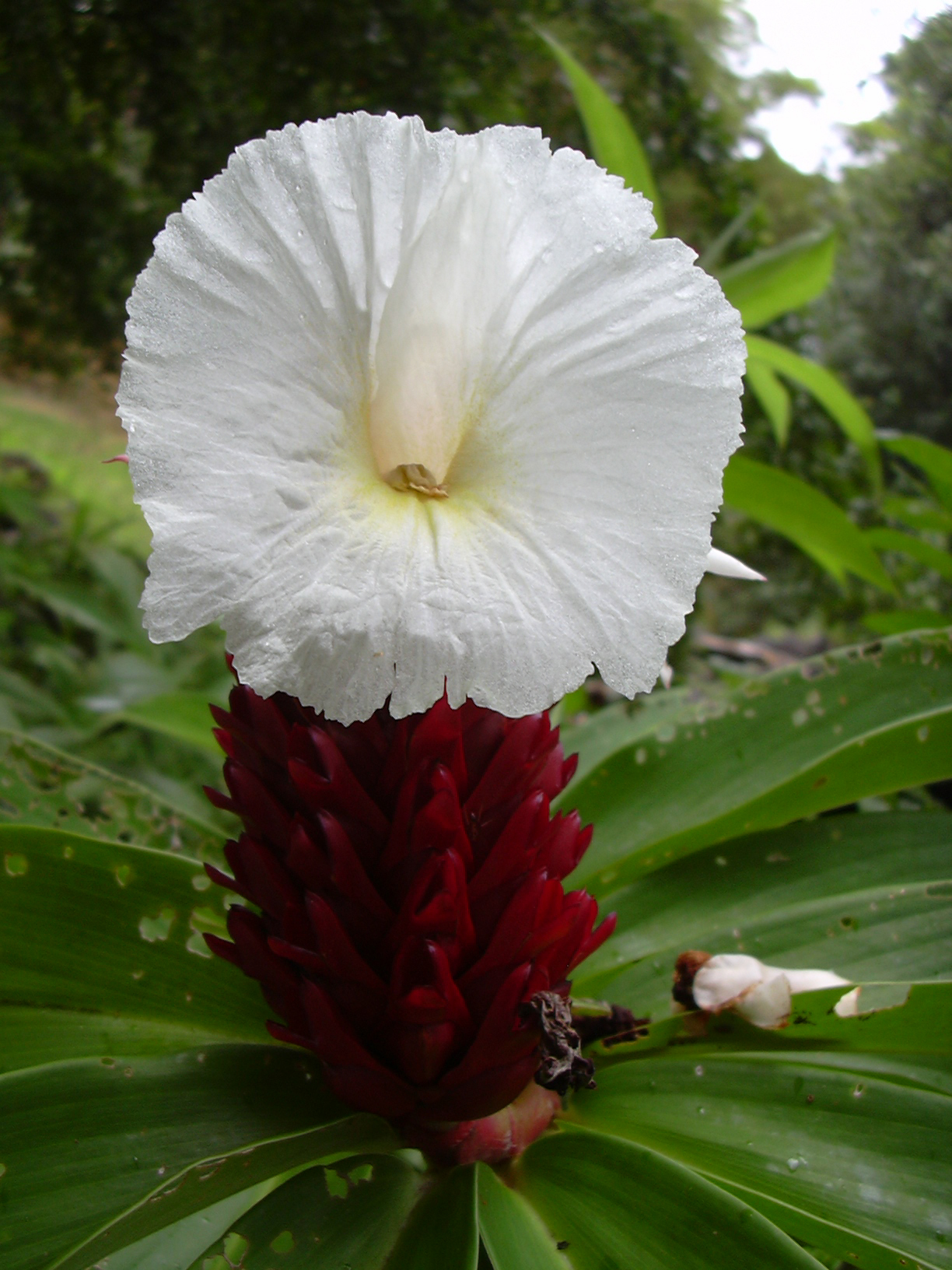
Blütenstand von Hellenia speciosa. Gut zu erkennen ist das sehr große, weiße Labellum.

### Habitus und Laubblätter
Alle Hellenia-Arten wachsen als ausdauernde krautige Pflanzen und erreichen meist Wuchshöhen von über 1,5 Meter. Sie bilden Rhizome als Überdauerungsorgane. Sie sind wie alle Costaceae nicht aromatisch, wie es bei ihren Verwandten, den Ingwergewächsen (Zingiberaceae) der Fall ist. Sie sind nur saisonal-grün, ziehen sich also einen Teil des Jahres in die Rhizome zurück. Der Stängel ist im oberen Bereich, durch sekundäre Verzweigung, verzweigt und die Verzweigungen durchbrechen die Laubblätter. Der Stängel ist unbehaart.
Die wechselständig und spiralig angeordneten Laubblätter sind einfach und in einen kurzen Blattstiel und Blattspreite gegliedert. Die Blattunterseite ist flaumig behaart.

### Blütenstände und Blüten
Entweder entwickelt sich der langgestreckte, ährige Blütenstand direkt aus dem Rhizom an einem unbeblätterten Blütenstandsschaft oder endständig auf dem beblätterten Stängel. Die Blütenstände besitzen papierartige bis holzige, rote oder braune Hochblätter (Brakteen). Die röhrigen Deckblätter sind papierartig.
Die zwittrigen Blüten sind dreizählig und zygomorph. Die drei Kelchblätter sind meist an ihrer Basis röhrig verwachsen und meist länger als die Hochblätter. Die Hochblätter und die Kelchlappen besitzen (als typisches Merkmal der Gattung) eine scharfe, harte Spitze. Die drei Kronblätter sind höchstens an ihrer Basis verwachsen. Von den ursprünglich sechs Staubblättern in jeder Blüte ist nur eines fruchtbar (fertil), die anderen fünf sind zu Staminodien umgewandelt, die zu einem Labellum verwachsen sind. Das auffällige, offene Labellum ist größer als die Kronblätter und Hochblätter. Es ist weiß, gelb bis orangefarben oder bei Hellenia globosa rot gefärbt. Das einzige fertile Staubblatt besitzt einen kronblattartig verbreiterten Staubfaden, der die Blütenkronenöffnung abdeckt. Drei Fruchtblätter sind zu einem unterständigen Fruchtknoten verwachsen. Er enthält viele Samenanlagen, die in zwei Reihen je Fruchtknotenkammer stehen. Die Nektarien befinden sich ein bis zwei Mulden, die zu einer Drüse vereinigt sind und sich auf der Spitze des Fruchtknotens befinden. Die becherförmige Narbe besitzt kleine gerundete Anhängsel.
Die Blütenformel lautet: {\displaystyle \downarrow \;K_{(3)}\;C_{(3)}\;A_{1}^{(5St)}\;G_{\overline {(3)}}}

### Früchte und Samen
Sie bilden dreikantige, dreikammerige, holzige Kapselfrüchte, die sich mit Schlitzen öffnen und nicht ganz aufspringen und viele Samen enthalten. Die kantigen, schwarzen Samen besitzen meist einen kleinen, fleischigen Arillus (Samenmantel); alle Samen einer der drei Kammern hängen durch die Arillus zusammen, auch wenn die Kapselfrucht schon geöffnet ist. Der gerade Embryo befindet sich in reichlich Endosperm.

## Botanische Geschichte
Die Arten der Gattung Hellenia wurden, unter dem neuen Namen Cheilocostus, 2006 aus der Gattung Costus ausgegliedert. Es wurden alle asiatischen Arten, die bisher in Untergattung Costus subg. Costus eingeordnet waren in eine neue Gattung Cheilocostus gestellt. Als Typusart der neuen Gattung legten die Autoren Banksea speciosa J.Koenig (Synonym: Costus speciosus) fest.
2013 machte der Botaniker Rafaël Govaerts darauf aufmerksam, dass vor Specht und Kollegen schon ein anderer Botaniker eine neue Gattung mit dieser Art als Typus aufgestellt hatte. Der originale Name Banksea war wegen seiner Ähnlichkeit und Verwechslungsmöglichkeit zur Gattung Banksia unterdrückt worden. Deshalb hatte der Schwede Anders Jahan Retzius 1791 dafür den Namen Hellenia als Ersatznamen eingeführt. Deshalb wurde der Name Cheilocostus durch den älteren Namen Hellenia Retz. ersetzt. Die Umschreibung der Gattung entspricht weiterhin derjenigen in der Arbeit von Specht und Kollegen, lediglich der Name wurde getauscht.